# Acacia epacantha
Acacia epacantha — вид квіткових рослин з родини бобових. Ареал: Австралія (Західна Австралія).

## Середовище проживання
Зустрічається на латеритних суглинках або глинах, на пустищах і відкритих лісах Ванду.

## Біоморфологічна характеристика
Це густий, розлогий, багаторічний кущ, що досягає від 0.3 до 0.5 метра у висоту. З липня по серпень дає жовті суцвіття.